# 遠藤櫻

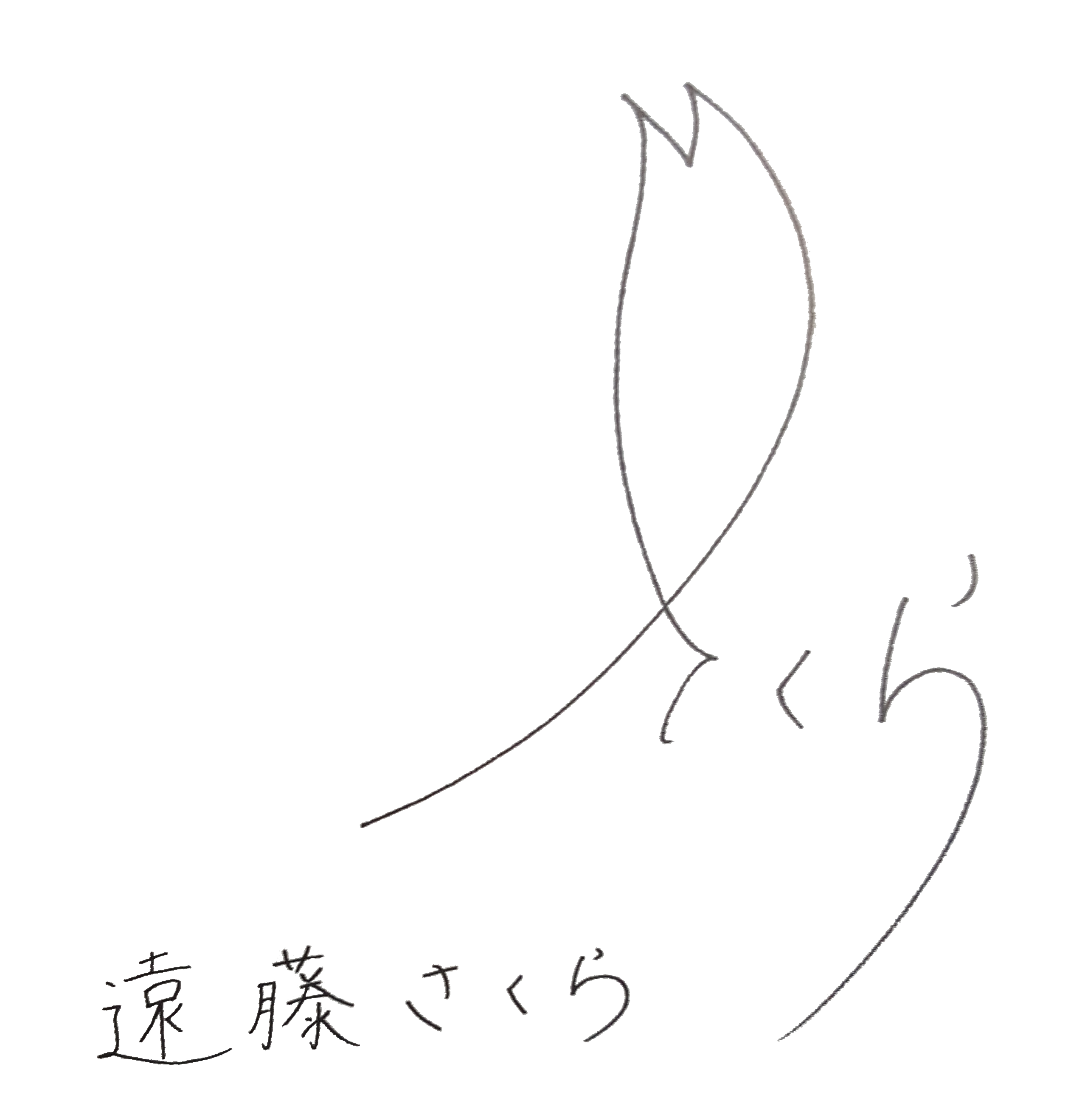
遠藤的簽名

遠藤櫻（日语：／ Endou Sakura */?，2001年10月3日—）是日本偶像藝人，為女子偶像團體乃木坂46成員，愛知縣名古屋市出身。同時是時尚雜誌《non-no》專屬模特兒。2018年以乃木坂46四期生身分出道。

## 經歷
2001年10月3日，遠藤出生於愛知縣。其名字的由來是遠藤的父親在擔任名古屋某FM電台導演時，十分關注出道前的可苦可樂，經常在節目上播放他們的歌，他們曾經在地下時期創作過一首叫《櫻花》的歌曲。家中經營蕎麥麵店。
2018年8月19日，遠藤通過了坂道聯合徵選。11月30日，官網上公布個人簡歷。12月3日，在日本武道館舉辦的「4期生見面會」中首次公開亮相。
2019年5月7日，乃木坂46四期生部落格開設。以每日1名成員的方式輪流撰寫，遠藤於5月7日開始，每隔12天撰寫一篇部落格。5月29日發行的乃木坂46第23張單曲《Sing Out!》的收錄曲《第四道光芒》中首次擔任歌曲的Center。7月14日，在乃木坂46的第24張單曲《黎明來臨前無須逞強》中首次入選為選拔成員，同時也是首次擔任單曲的Center（中心成員）。
2020年3月，從高中畢業。4月27日，遠藤的個人官方部落格於乃木坂46官方網站正式開通。5月12日，獲時尚雜誌《non-no》起用為專屬模特兒，並在5月20日發售的7、8月合併號首次登場。
2021年4月18日，獲選為乃木坂46第27張單曲《對不起Fingers crossed》的Center，為遠藤第二次擔任單曲的Center。
2022年10月20日發售的《non-no》12月號，遠藤首次單獨登上該雜誌封面。
2023年8月23日，宣布參演23年度前期NHK晨間劇《爛漫》，同時也是繼山下美月後第2位乃木坂46在籍成員出演晨間劇。10月3日，在22歲生日當天，發行首本個人寫真集《可憐》，於沖繩和家鄉名古屋拍攝。以11.6萬本的銷量取得Oricon公信榜書籍週榜寫真集和綜合部門第1位。同年的書籍年榜寫真集部門以14.6萬的銷量取得第2位。11月5日播出的乃木坂46冠名節目《乃木坂工事中》公布乃木坂46第34張單曲《Monopoly》的選拔名單，遠藤和賀喜遙香共同獲選為單曲的Center。
2024年11月9日，獲選為乃木坂46第37張單曲《步道橋》的Center，為遠藤第四次擔任單曲的Center。

## 人物
遠藤在中學時期為吹奏部的部員，喜歡的食物是日式糰子、和菓子、咖哩。興趣是讀書、欣賞音樂、半身浴。喜歡的作家有辻村深月。最喜歡的歌手是Little Glee Monster、雨穴，曾經跟成員高山一實與和田真彩一起去看演唱會。喜歡的演員是滿島光。

## 音樂作品
- 標註「★」符號表示該首歌曲有拍攝MV。

### 單曲
乃木坂46
|      | 發行日期       | 單曲名稱              | 參與歌曲名稱          | MV | 備註                     |
| ---- | -------------- | --------------------- | --------------------- | -- | ------------------------ |
| 23rd | 2019年5月29日  | Sing Out!             | 第四道光芒            | ★  | 出道作品                 |
| 24th | 2019年9月4日   | 黎明來臨前無須逞強    | 黎明來臨前無須逞強    | ★  | Center                   |
| 24th | 2019年9月4日   | 黎明來臨前無須逞強    | 給圖書館裡的你        | ★  |                          |
| 24th | 2019年9月4日   | 黎明來臨前無須逞強    | 我的信念              |    | Center                   |
| 25th | 2020年3月25日  | 幸福的保護色          | 幸福的保護色          | ★  | 選拔                     |
| 25th | 2020年3月25日  | 幸福的保護色          | 再見 Stay with me     |    |                          |
| 25th | 2020年3月25日  | 幸福的保護色          | I see...              | ★  |                          |
| 26th | 2021年1月27日  | 我會喜歡上自己的      | 我會喜歡上自己的      | ★  | 十二福神                 |
| 26th | 2021年1月27日  | 我會喜歡上自己的      | 有明天的理由          |    |                          |
| 26th | 2021年1月27日  | 我會喜歡上自己的      | Wilderness world      | ★  |                          |
| 26th | 2021年1月27日  | 我會喜歡上自己的      | Out of the blue       | ★  |                          |
| 26th | 2021年1月27日  | 我會喜歡上自己的      | 友情耳環              | ★  | 與大園桃子合唱           |
| 27th | 2021年6月9日   | 對不起Fingers crossed | 對不起Fingers crossed | ★  | Center                   |
| 27th | 2021年6月9日   | 對不起Fingers crossed | 一切都是一場夢        | ★  |                          |
| 27th | 2021年6月9日   | 對不起Fingers crossed | 燙口的洋甘菊茶        |    |                          |
| 28th | 2021年9月22日  | 被你罵了              | 被你罵了              | ★  | 十二福神                 |
| 28th | 2021年9月22日  | 被你罵了              | 渾身是泥              | ★  |                          |
| 28th | 2021年9月22日  | 被你罵了              | 熟悉的陌生人          |    |                          |
| 29th | 2022年3月23日  | Actually…             | Actually...           | ★  | 十福神                   |
| 29th | 2022年3月23日  | Actually…             | 有價值的東西          | ★  | 新・華之2001年組         |
| 29th | 2022年3月23日  | Actually…             | 過度解讀              |    |                          |
| 29th | 2022年3月23日  | Actually…             | 喜歡上了              |    |                          |
| 30th | 2022年8月31日  | 喜歡是件搖滾的事！    | 喜歡是件搖滾的事！    | ★  | 十一福神                 |
| 30th | 2022年8月31日  | 喜歡是件搖滾的事！    | Jumping Joker Flash   | ★  |                          |
| 30th | 2022年8月31日  | 喜歡是件搖滾的事！    | 百香果的吃法          |    |                          |
| 31st | 2022年12月7日  | 不存在於此的事物      | 不存在於此的事物      | ★  | 十一福神                 |
| 31st | 2022年12月7日  | 不存在於此的事物      | 事後諸葛              | ★  |                          |
| 32nd | 2023年3月29日  | 人們終將再度追夢      | 人們終將再度追夢      | ★  | 十一福神                 |
| 32nd | 2023年3月29日  | 人們終將再度追夢      | 我們的道別            | ★  |                          |
| 32nd | 2023年3月29日  | 人們終將再度追夢      | 黃昏總是              |    | 與井上和合唱             |
| 33rd | 2023年8月23日  | 獨自一人的天堂        | 獨自一人的天堂        | ★  | 十一福神                 |
| 33rd | 2023年8月23日  | 獨自一人的天堂        | 某人的肩膀            |    |                          |
| 33rd | 2023年8月23日  | 獨自一人的天堂        | 馬克杯與水槽          | ★  | 與賀喜遙香合唱           |
| 34th | 2023年12月6日  | Monopoly              | Monopoly              | ★  | 與賀喜遙香共同擔任Center |
| 35th | 2024年4月10日  | 機會平等              | 機會平等              | ★  | 十一福神                 |
| 35th | 2024年4月10日  | 機會平等              | 還有7首歌             |    |                          |
| 36th | 2024年8月21日  | 放縱日                | 放縱日                | ★  | 十一福神                 |
| 37th | 2024年12月11日 | 步道橋                | 步道橋                | ★  | Center                   |
| 37th | 2024年12月11日 | 步道橋                | 夕陽是什麼顏色?       |    |                          |
| 37th | 2024年12月11日 | 步道橋                | 落雪之日再相見吧      |    |                          |
| 38th | 2025年3月26日  | 臍橙                  | 臍橙                  | ★  | 十一福神                 |
| 38th | 2025年3月26日  | 臍橙                  | 懷念之情的前方        | ★  |                          |
| 38th | 2025年3月26日  | 臍橙                  | 吻的剪影              |    |                          |
| 39th | 2025年7月30日  | Same numbers          | Same numbers          | ★  | 九福神                   |
| 39th | 2025年7月30日  | Same numbers          | 盛夏日啊              |    |                          |
| 39th | 2025年7月30日  | Same numbers          | 歡迎回到那時候        |    | 櫻花OLE                  |
| 39th | 2025年7月30日  | Same numbers          | 是說啊                |    |                          |

其他
| 發行日期                                    | 單曲名稱       | 參與歌曲名稱 | MV | 備註         |
| ------------------------------------------- | -------------- | ------------ | -- | ------------ |
| 2020年6月17日（日本） 2020年6月24日（海外） | 世界中的鄰居啊 | —            | ★  | 下載限定歌曲 |
| 2020年7月24日                               | Route 246      | —            | ★  | 下載限定歌曲 |

### 專輯
乃木坂46
|        | 發行日期       | 專輯名稱         | 參與歌曲名稱    | 備註   |
| ------ | -------------- | ---------------- | --------------- | ------ |
| 4th    | 2019年4月17日  | 直到此刻化成回憶 | 吻的手裏劍      | Center |
| 精選輯 | 2021年12月15日 | Time flies       | 最後的Tight Hug | 主打曲 |

## 演出

### 電視劇
- 如果，有一所只有帥哥的高中（もしも、イケメンだけの高校があったら；2022年1月15日－3月19日，朝日電視台）：飾演 櫻井環奈（女主角）[43][44]
- 晨間劇 爛漫 第117回至最終回（らんまん；2023年9月12日－29日，NHK）：飾演 槙野千歲[45]
- 卡車女孩（)：飾演 鞍木純（主演）
  - 卡車女孩（2023年7月19日－8月2日，FOD／10月12日－11月16日，富士電視台；11月19日－12月3日，BS富士）[46][47][48]
  - 卡車女孩2（2025年5月30日－6月15日，FOD／7月8日－，富士電視台）[49]
- 搬家偵探小櫻（引越し探偵サクラ；2024年3月26日－4月6日，東京電視台）：飾演 天道櫻（主演）[50]
  - 書店員偵探小櫻（書店員探偵サクラ；2024年11月6日－15日，東京電視台）[51]

### 電影
- 幸福這種東西，要了幹嘛（しあわせなんて、なければいいのに。；2024年5月17日，Lemino）：飾演 紫陽花[52][53]

### 網絡劇
- SAMU的故事（日语：サムのこと 猿に会う）（；2020年3月20日－28日，dTV（日语：dTV (NTTドコモ)））：飾演 SAMU（主演）[54]
- 無邊無界（；2021年3月7日－5月9日，光TV）：飾演 松宮結樹[55][56]

### 網絡節目
- 芬達坂學園與大合唱計畫（日语：ファンタ坂学園と大合唱計画）（；2019年7月16日－9月14日，AbemaTV）：飾演 後輩們[57][58]
- THE FIRST TAKE（2021年9月10日，Youtube）[59][60]

### 廣告
- AC JAPAN（日语：ACジャパン）、NHK 共同宣傳活動「2019動物的生命」（2019年）[61][62]
- 日本華特迪士尼公司 迪士尼★JCB信用卡
  - 「東京迪士尼海洋20周年紀念信用卡」篇（2022年2月4日－）[63][64]
  - 「你就是我的伙伴啦。」篇（2022年11月8日－）- 與清宮玲共演[65][66]
  - 「一起來、抓住夢想！」篇（2023年7月11日－）- 與清宮玲共演[67][68]
  - 「邁出新一步的勇氣」篇（2024年4月1日－）- 與井上和共演[69][70]

### 平面代言
- 朝日OFF啤酒（2023年7月－8月，朝日啤酒）[71]

### 活動
- 東京女孩展演
  - TGC TOYAMA 2019 by TOKYO GIRLS COLLECTION（2019年7月27日，廣島Green Aren）[72]
  - TGC KITAKYUSHU 2019 by TOKYO GIRLS COLLECTION（2019年10月5日，西日本綜合展示場 新館）[73]
  - SDGs推進 TGC 靜岡 2020 by TOKYO GIRLS COLLECTION（2020年1月11日，Twin Messe靜岡）[74]
  - 第30回 Mynavi Tokyo Girls Collection 2020 SPRING／SUMMER（2020年2月29日，國立代代木競技場第一競技場）[75]
  - 第31回 Mynavi Tokyo Girls Collection 2020 AUTUMN／WINTER ONLINE（2020年9月5日，埼玉超級競技場）[76]
  - 第32回 Mynavi Tokyo Girls Collection 2021 SPRING／SUMMER（2021年2月28日，國立代代木競技場第一體育館）[77]
  - 第33回 Mynavi Tokyo Girls Collection 2021 AUTUMN／WINTER（2021年9月4日，埼玉超級競技場）[78]
  - 第34回 Mynavi Tokyo Girls Collection 2022 SPRING／SUMMER（2022年3月21日，國立代代木競技場第一體育館）[79]
  - 第35回 Mynavi Tokyo Girls Collection 2022 AUTUMN／WINTER（2022年9月3日，埼玉超級競技場）[80]
  - TGC KITAKYUSHU 2022 by TOKYO GIRLS COLLECTION（2022年11月19日，西日本綜合展示場 新館）[81]
  - SDGs推進 TGC 靜岡 2023 by TOKYO GIRLS COLLECTION（2023年1月14日，Twin Messe靜岡）[82]
  - 第36回 Mynavi Tokyo Girls Collection 2023 SPRING／SUMMER（2023年3月4日，國立代代木競技場第一體育館）[83]
  - SDGs推進 TGC 靜岡 2024 by TOKYO GIRLS COLLECTION（2024年1月13日，Twin Messe靜岡）[84]
  - 第38回 Mynavi Tokyo Girls Collection 2024 SPRING／SUMMER（2024年3月2日，國立代代木競技場第一體育館）[85]
- GirlsAward
  - Rakuten GirlsAward 2019 AUTUMN／WINTER（2019年9月28日，幕張展覽館）[86]
  - Rakuten GirlsAward 2022 AUTUMN／WINTER（2022年10月8日，幕張展覽館）[87]
  - Rakuten GirlsAward 2023 SPRING／SUMMER（2023年5月4日，國立代代木競技場第一體育館）[88]
  - Rakuten GirlsAward 2023 AUTUMN／WINTER（2023年9月30日，幕張展覽館）[89]
  - Rakuten GirlsAward 2024 SPRING／SUMMER（2023年5月3日，國立代代木競技場第一體育館）[90]
  - Rakuten GirlsAward 2024 AUTUMN／WINTER（2024年10月19日，幕張展覽館）[91]
  - Rakuten GirlsAward 2025 SPRING／SUMMER（2025年5月3日，國立代代木競技場第一體育館）[92]

### 音樂錄影帶
- Little Glee Monster《3月9日》（2022年3月9日）[93]

### 其他
- 2分30秒內付諸的青春！ 競技啦啦隊日本選手權大會2022（2分30秒にかける青春! チアリーディング日本選手権大会2022；2022年9月24日，NHK BS1）- 旁白[94][95]

## 書籍

### 寫真集
- 可憐（2023年10月3日，集英社）[96][97]

### 雜誌連載
- non-no（2020年5月12日－，集英社）- 專屬模特兒[20]
  - 櫻花時令（2024年3月19日－）[98]
- The NEW ERA Book Fall & Winter 2022（2022年10月26日，SHINKO MUSIC）[99]

## 外部連結
- 乃木坂46個人介紹頁 （页面存档备份，存于）（日語）
- 遠藤櫻 官方部落格 （页面存档备份，存于） - 乃木坂46官方網站（2020年4月27日－）（日語）
- 乃木坂46遠藤櫻1st寫真集《可憐》【公式】的X（前Twitter）（2023年8月6日－）（日語）
- 乃木坂46 遠藤櫻1st寫真集《可憐》【公式】的TikTok（2023年8月6日－）（日語）
- 遠藤 櫻（乃木坂46）的SHOWROOM專頁（日語）